# Лъчезар Филипов
Лъчезар Георгиев Филипов (София, 26.01.1953 г. – 20.12.2021 г.) е български учен (астрофизик, професор), уфолог.
Син е на Гриша (Георги) Филипов (министър-председател на България (1981 – 1986), член на Държавния съвет, секретар и член на Политбюро на ЦК на БКП) и Величка Филипова. Има 2 братя – Орлин (с дъщеря Людмила, писателка) и Чавдар (с 2 сина).
Завършил е астрофизика в СССР. От 1982 г. работи в Института по космически изследвания на Българската академия на науките.
Филипов е избран за научен секретар на Световния консорциум за връзки с извънземните.
За приноса му към космическата наука получава наградата „Циолковски“ на Руската академия на науките заедно с Карл Сейгън през 1987 г.